# Clara Sheller
Pour les articles homonymes, voir Sheller.
Clara Sheller est une série télévisée française en douze épisodes de 52 minutes créée par Nicolas Mercier sur une idée de Stéphanie Tchou-Cotta, réalisée par Renaud Bertrand et Alain Berliner, diffusée depuis le 18 mai 2005 sur France 2 puis sur France 4 et rediffusée depuis le 4 juillet 2012 sur Téva et dès le 1er septembre 2013 sur June.
Au Québec, elle a été diffusée à partir du 14 septembre 2005 à Télé-Québec,.
La distribution des rôles a été intégralement changée entre la première et la deuxième saison, mais les personnages restent les mêmes. La chanson du générique Naive Song a été écrite par Mirwais, et la musique originale par Christophe Chassol et Grégoire Hetzel.

## Synopsis

### Première saison (2005)
À trente ans, Clara partage avec son meilleur ami JP un appartement, ses états d’âme et le même rêve que lui : trouver l’homme de sa vie. Tout le monde les croit ensemble, même les parents de JP. Sauf que JP est homosexuel.
Après s'être vu rejetée par un photographe du journal dans lequel elle travaille, Clara se jette dans les bras de JP, et ils passent la nuit ensemble.
Peu après, Clara tombe sous le charme de Bertrand, son rédacteur en chef tandis que JP se trouve un amant, un petit jongleur de rue qui vient s'installer chez eux. Clara le prend mal.
Mais Clara doit annoncer à JP une nouvelle choc : elle est enceinte de lui. Après avoir mis JP au courant de la situation, Clara décide de ne pas garder l’enfant.
L’arrivée de l’énigmatique Gilles, le nouveau voisin du dessous, va changer leur vie.
Pour Clara, c’est enfin le prince charmant tant attendu qui, tel un chevalier servant, va l'aider à se relever d’une malencontreuse chute dans l’escalier.
Pour JP, Gilles a aussi un faux air du prince charmant, qui ne peut pas l'aimer car hétérosexuel clairement affirmé. Mais la distance entre les deux hommes est étroite et de discussions dans l’escalier aux confidences autour d’un verre, les deux voisins vont finir par apprendre à mieux se connaître, se rapprocher, se désirer. Alors, JP décide d'arrêter là.
Gilles va finir par se rapprocher de Clara. Il voulait l’emmener au Japon mais Clara ne peut se résigner à perdre JP, son meilleur ami, le seul qui avait été là et qui avait compté pour elle toutes ces années. Finalement, Gilles ne partira pas au Japon et retrouvera Clara dans une étreinte passionnée.

### Deuxième saison (2008)
Depuis trois ans qu’elle vit avec Gilles en dessous de chez JP, Clara ne s’est posé aucune question sur le couple… elle est encore sur un petit nuage. Gilles et elle sont sur le même rythme, et vivent toujours d’amour, de balades à moto et de Chablis frais.
Même s’il y a beaucoup d'hommes qui passent dans la vie de JP, lui n’a toujours pas trouvé le prince charmant, et pourrait avoir la désagréable impression de tenir la chandelle à l’étage au-dessus. Mais Gilles et Clara savent partager leur bonheur, et leur vie est un joyeux mélange entre la cour de récré et le ménage à trois amical. C’est surtout un rempart efficace contre la maturité qui les guette sous toutes ses formes dès qu’ils sortent de l’immeuble : interrogations professionnelles, séparation ou maladie des parents.
Quand Clara provoque de façon totalement loufoque la question du désir d’enfant chez Gilles, tous les trois se retrouvent confrontés à des interrogations sur leurs vies auxquelles ils ne peuvent plus échapper.
Ils croyaient vivre dans une gentille petite comédie, ils vont comprendre peu à peu que « trois » c’est aussi le chiffre de la tragédie qui les rattrape, et va les obliger à faire les choix qu’ils ont toujours retardé autant qu’ils le pouvaient, de peur de grandir.
Clara, par souci de trop bien faire, va faire croire à Gilles qu'elle est enceinte de lui, avant de lui révéler la supercherie. Gilles, très affecté par cette volte-face, va céder à la tentation d'une personne bien inattendue : ce n'est autre que le meilleur ami de Clara, JP ! Clara commence à douter peu à peu, et, à la suite d'un rêve bien étrange où elle rêve de préservatifs et de Gilles enceinte, elle décide donc de se livrer à un psychanalyste, comme le lui avait conseillé Gilles - pratiquant lui aussi la psychanalyse. Gilles et JP couchent ensemble à diverses reprises, mais Clara commence à avoir de plus en plus de doutes. Au cours d'une séance approfondie de psychanalyse, elle réalise soudain qu'il ne restait que 2 préservatifs sur la table de nuit de Gilles, alors qu'il en restait 3 quelques jours avant. À l'issue de cette introspection douloureuse, Clara va faire avouer à JP au cours d'une séance de budget sur les écarts relatifs entre BFR normatif et le FRNG réel sa liaison avec celui qu'elle aimait. La vie de Clara va alors basculer dans une phase de dépression difficile.
La mère de Clara étant par ailleurs atteinte d'un cancer, mère et fille choisissent ensemble des perruques lors d'une journée riche en émotions. C'est LA journée cruciale de l'épisode puisque c'est celle pendant laquelle l'infidélité de Gilles va être révélée. Enfin, Clara se fera virer de son travail au journal : une fin d'année difficile pour notre héroïne.
Heureusement lors des fêtes de fin d'année, elle finit par se réconcilier avec sa famille, ses amis et surtout avec JP et Gilles, à qui JP a enfin su exprimer son amour.
Le dernier épisode de la série s'achève sur une Clara qui, en touchant son ventre arrondi, se déclare prête à être mère.

## Distribution

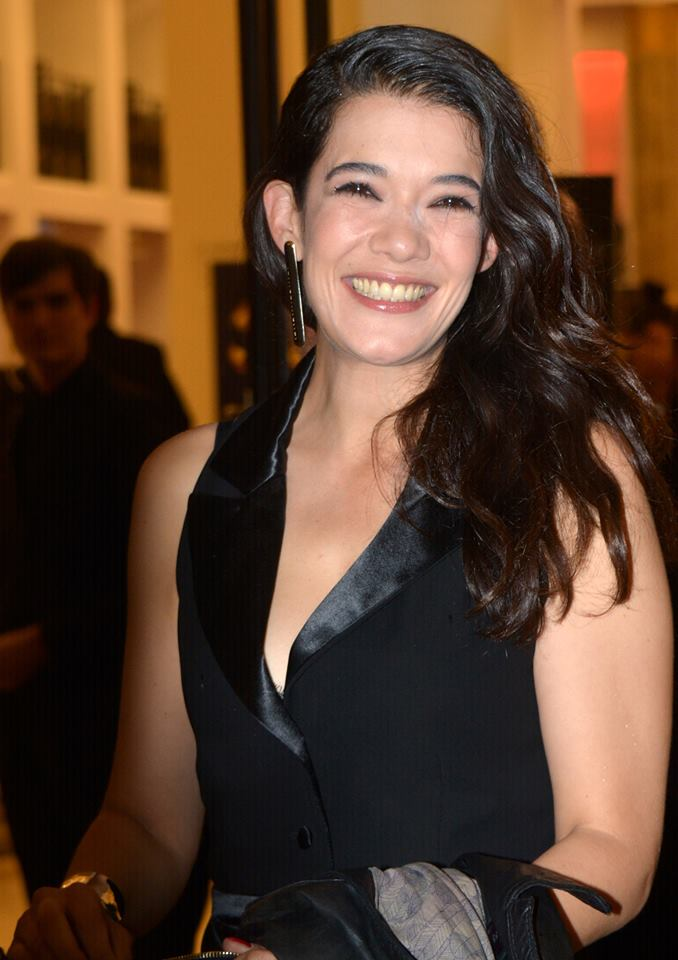
Mélanie Doutey, première interprète du rôle-titre

| Personnages                        | Saisons             | Saisons                |
| Personnages                        | Saison 1 (2005)     | Saison 2 (2008)        |
| ---------------------------------- | ------------------- | ---------------------- |
| Clara Sheller                      | Mélanie Doutey      | Zoé Félix              |
| JP                                 | Frédéric Diefenthal | Patrick Mille          |
| Gilles                             | Thierry Neuvic      | François Vincentelli   |
| Jeanne                             | Valérie Donzelli    | Judith El Zein         |
| Bertrand                           | Christophe Malavoy  | Marc Rioufol           |
| Danièle Sheller, la mère de Clara  | Francine Bergé      | Anny Duperey           |
| Monsieur Sheller, le père de Clara | Johan Leysen        |                        |
| La mère de JP                      | Hélène Vincent      | Charlotte de Turckheim |
| Le père de JP                      | Jacky Nercessian    | Jean-Paul Dubois       |
| David                              | Bruno Salomone      | Éric Poulain           |
| Mathieu, le frère de Clara         | Mathieu Bisson      | Jérémie Elkaïm         |
| Antoine                            | Philippe Lefebvre   | Thomas Jouannet        |
| Ben                                | Cyril Descours      |                        |
| Joseph                             |                     | Patrick Bouchitey      |
| Victoire                           |                     | Cécile Cassel          |
| Brad                               |                     | Édouard Collin         |
| Pascal                             |                     | Yan Duffas             |
| Denis                              |                     | Flannan Obé            |
| Marc                               |                     | Jérôme Bertin          |
| Iris                               |                     | Marie-France Pisier    |
| Le père de Gilles                  |                     | Bernard Le Coq         |
| Sophie                             |                     | Julie Judd             |

## Épisodes

### Première saison (2005)
1. À la recherche du prince charmant
2. Intuition féminine
3. État secret
4. 14 juillet
5. Oublier Paris
6. Un cadeau de la vie

### Deuxième saison (2008)
1. Petite musique du mensonge
2. Une autruche en décapotable
3. Une femme peut en cacher une autre
4. Des chrysanthèmes pour Bernard
5. Le Mystère du catogan
6. La Porte de la tour bancale

## Audiences
Avec 6,6 millions de téléspectateurs et 27 % de part de marché, le premier épisode de la saison 1 de Clara Sheller a permis à France 2 d’arriver en tête de la soirée face à Combien ça coûte ? sur TF1 et à la finale de la Coupe de l'UEFA sur M6.

## Récompenses
- 2005 : Prix de la fiction 2004-2005 - catégorie série (décerné par Télé Monte Carlo et Télé 2 Semaines) au Festival de la fiction TV de Saint-Tropez[5]
- 2008 : Meilleure série diffusée en prime time pour la saison 2 au Festival de la fiction TV de La Rochelle[6].

## Diffusion à l'étranger
- La série est diffusée en Italie sur Mya.
- La série est diffusée en Allemagne sur TIMM.
- La série est diffusée en Pologne sur TVP 2 et Hallmark Channel.
- La série est également diffusée en Bulgarie, Hongrie, Roumanie, Croatie et en Russie sur Hallmark Channel.
- La série est diffusée aux États-Unis et Amérique latine sur Eurochannel[7].